# Klätterlök
Klätterlök (Bowiea volubilis) är en sparrisväxtart som beskrevs av William Henry Harvey. Klätterlöken ingår i släktet Bowiea och familjen sparrisväxter.

## Underarter
Arten delas in i följande underarter:
- B. v. gariepensis
- B. v. volubilis

## Bildgalleri

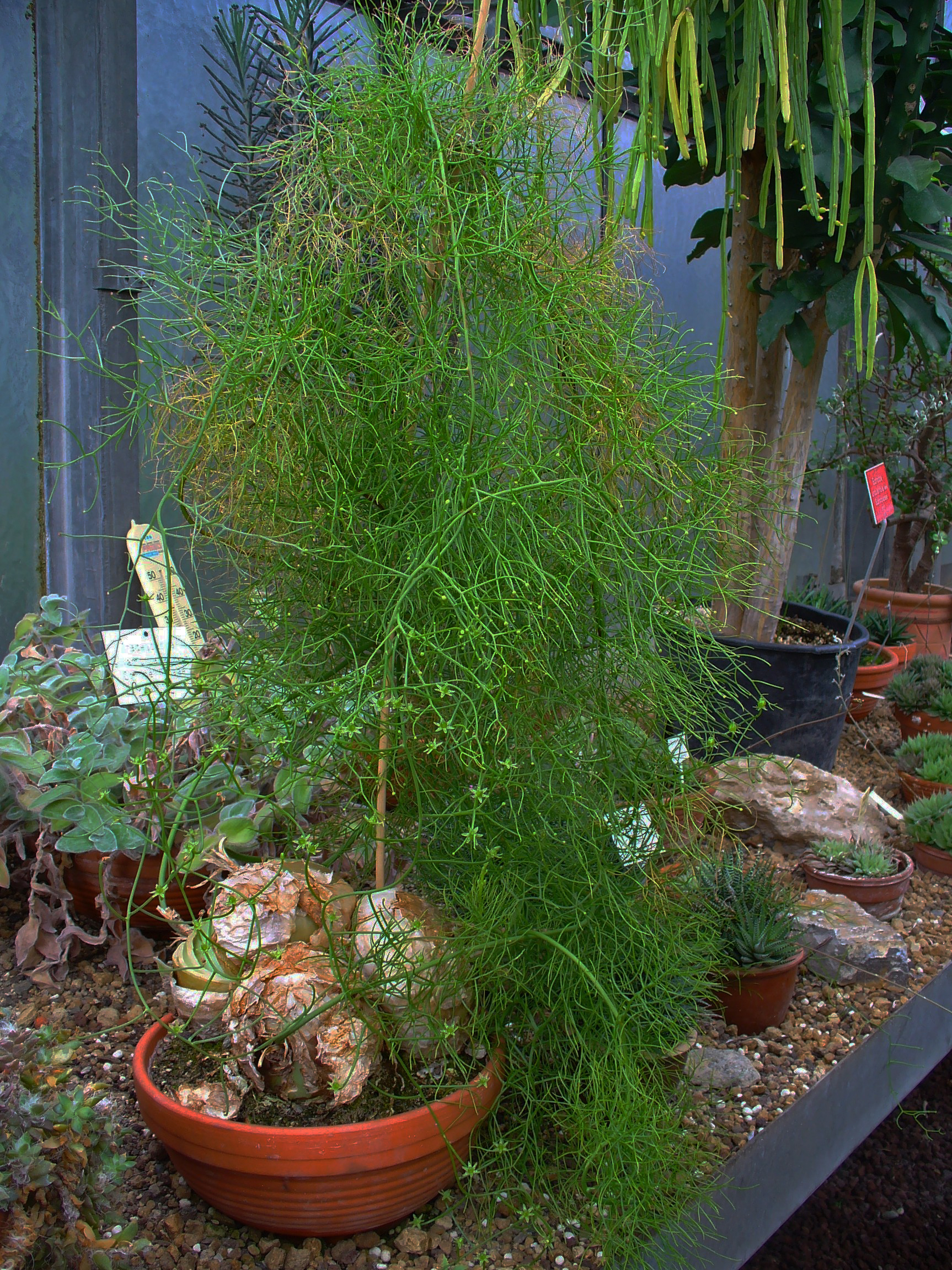
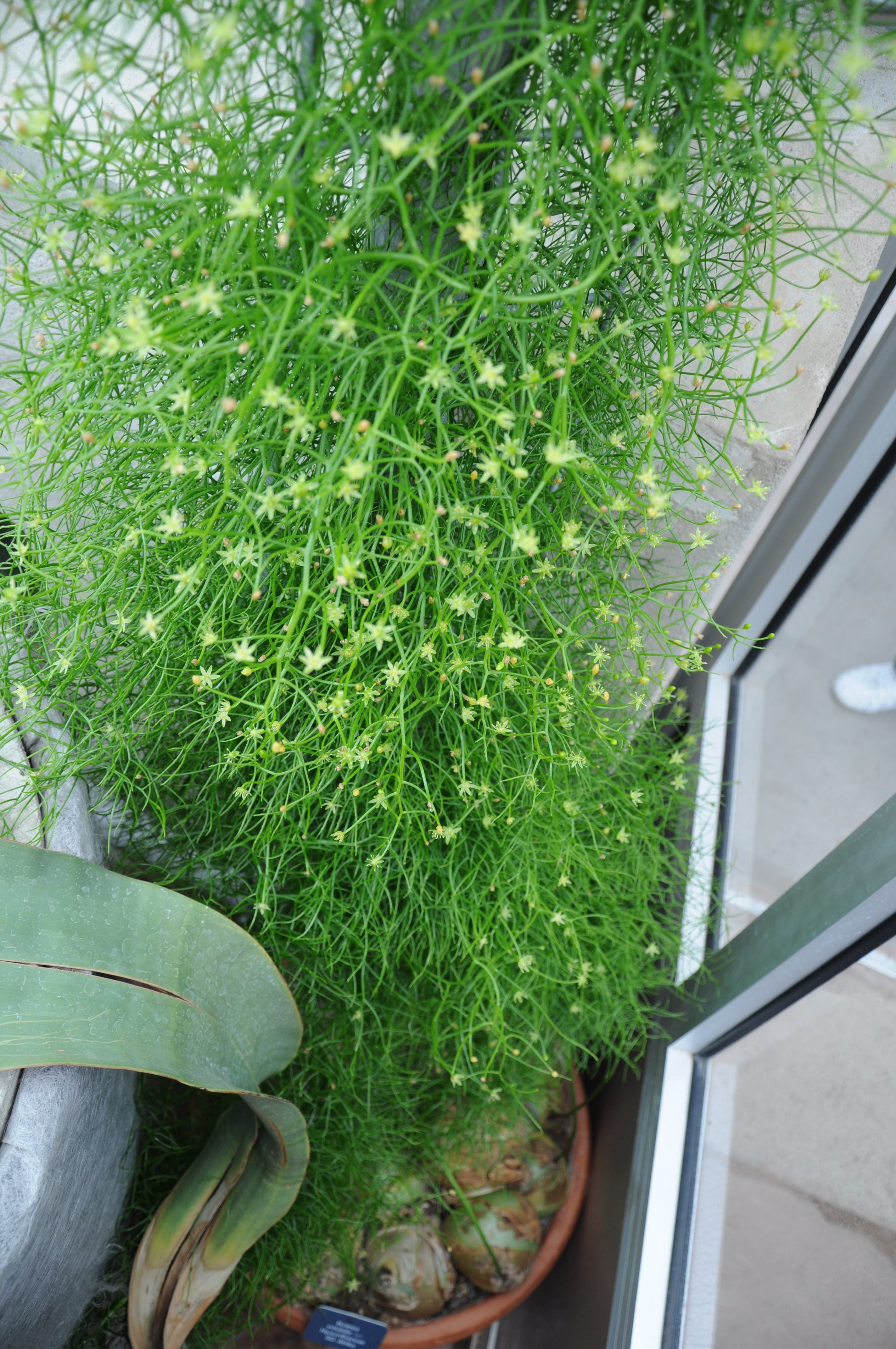
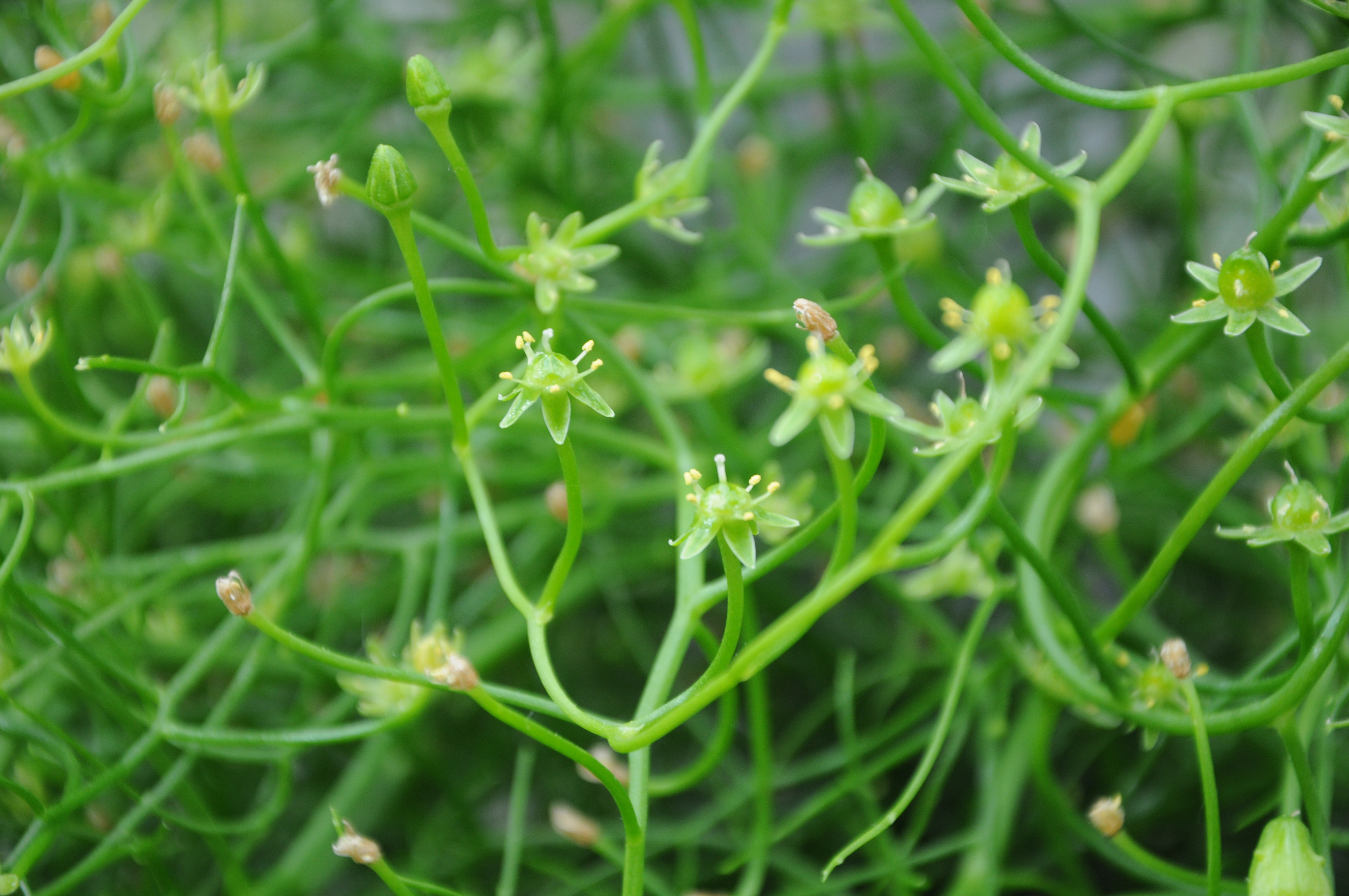
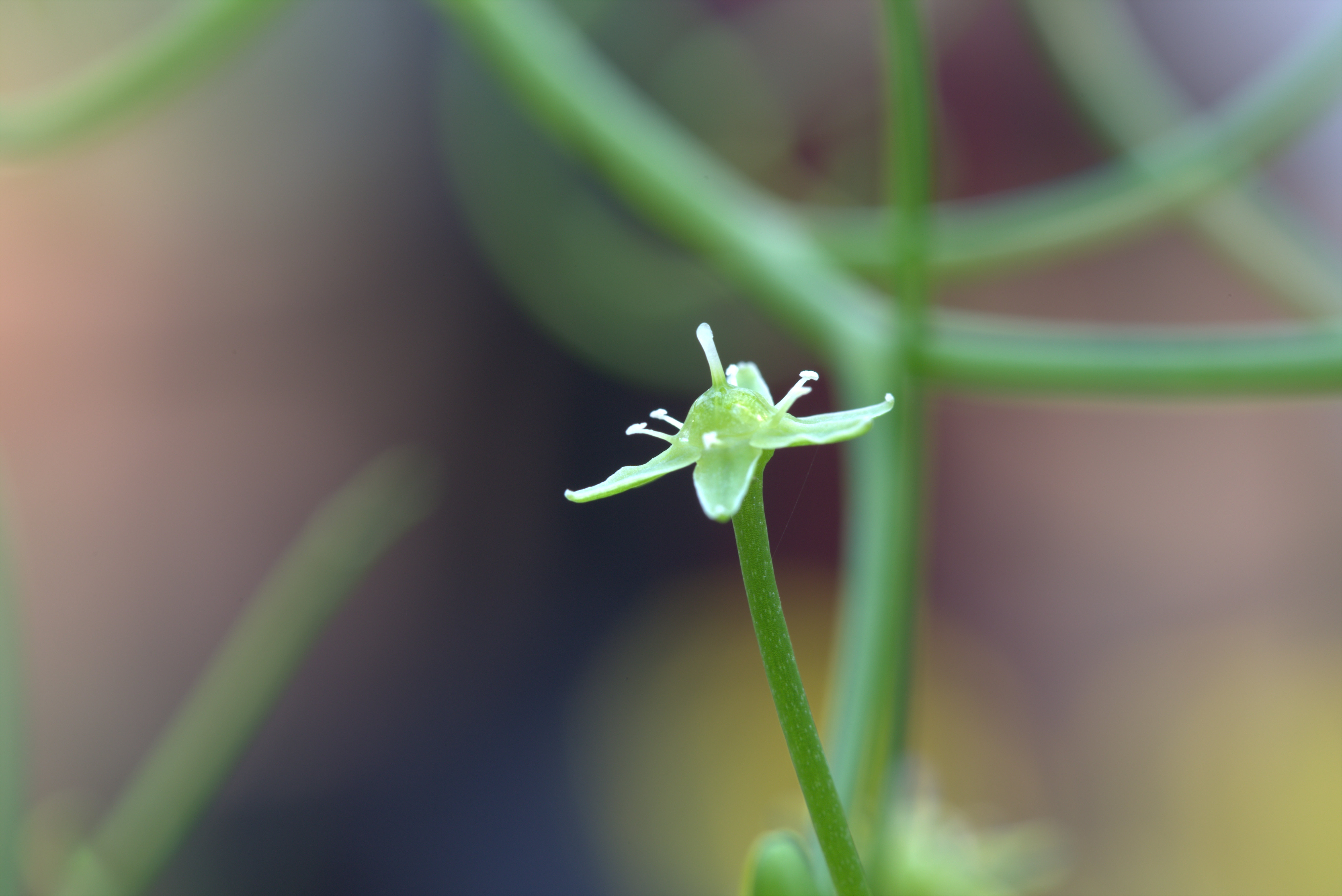
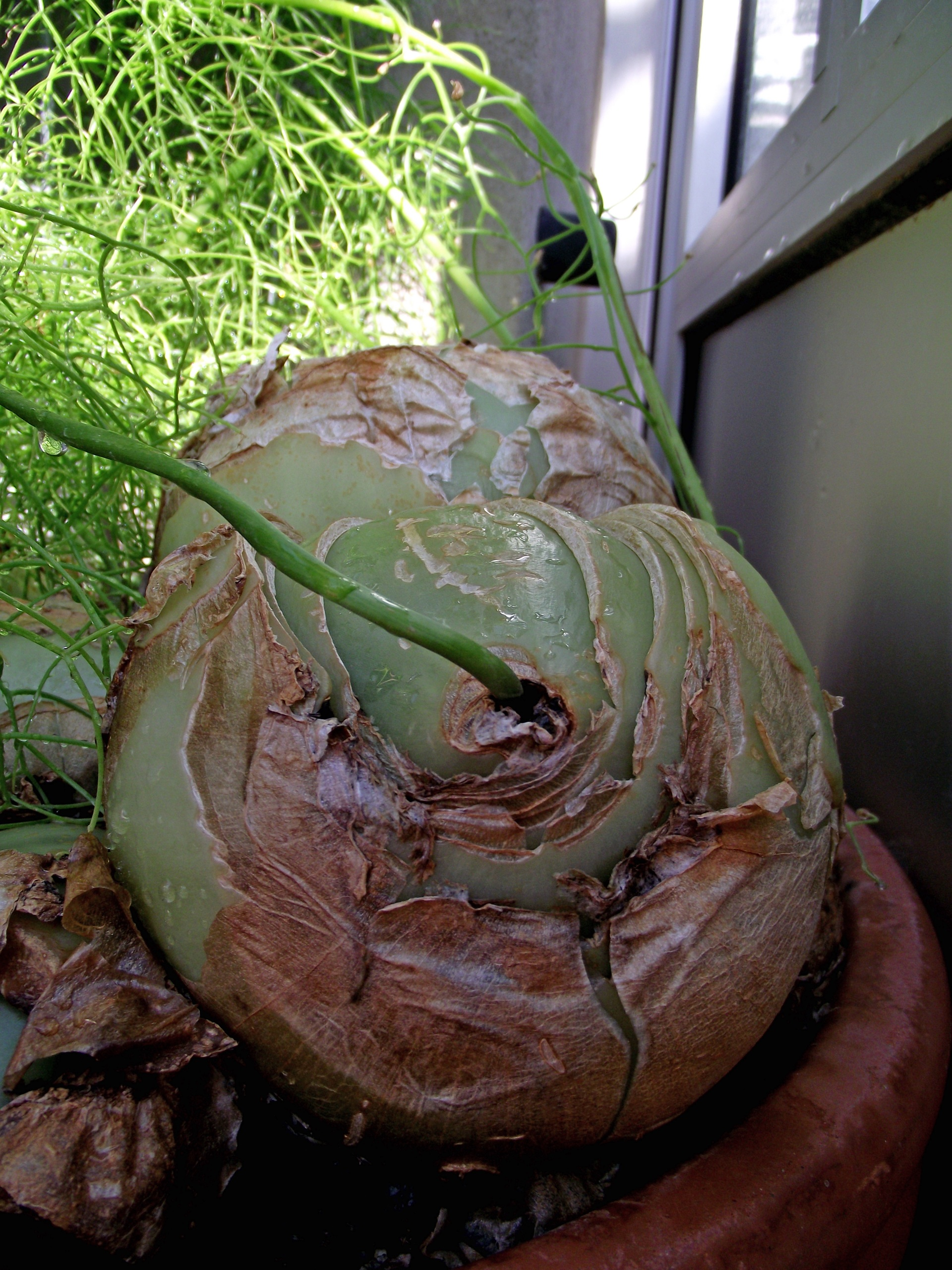